# Frilandsmuseet Herning
 Frilandsmuseet Herning er, som navnet antyder, et frilandsmuseum, der ligger på Museumsgade 32 i Herning i Midtjylland. Museet viser landlivet som det blev levet på den midt- og vestjyske hede i 1800-tallet. Museet er en del af Museum Midtjylland, som består af fem besøgssteder i Herning og Ikast-Brande Kommuner.
En gruppe frivillige er hver torsdag formiddag til stede på museet, hvor de passer haven, dyrker honning og smeder jern samt vedligeholder de historiske bygninger ved hjælp af gamle håndværksteknikker. På museet findes også udstillingen Jens Nielsens Bondegård, som består af Inge Faurtofts mere end 100 forskellige perspektivkasser, som viser livet og årets gang på en bondegård i starten af 1900-tallet. Der er desuden en udstilling om folkemindesamleren Evald Tang Kristensen og besættelseslejligheden. 

## Galleri
- Rekonstruktion af stuehus fra vestjysk hedegård.
- Lade fra Sdr. Staulund i Haderup Sogn.
- Husmandsstedet Ane Maries Hus fra Barslund Mark i Grove Sogn.
- Smedje fra Fjelstervang i Vorgod Sogn.
- Rekonstruktion af spændhus.
- Maltkølle fra Fårup i Vindum Sogn.